# Jacob Albrechtsen
Jacob Albrechtsen (Smørum, 10 de março de 1990) é um futebolista dinamarquês. Atua desde 2008 no Copenhague.
Jacob é o irmão mais novo de Martin Albrechtsen, atleta do Midtjylland.